# Rotumanische Sprache
Die rotumanische Sprache ist eine malayo-polynesische Sprache, die auf den Rotuma-Inseln des Inselstaates Fidschi von dem Volk der Rotumanen gesprochen wird. Die Sprache enthält viele Lehnwörter vom Tongaischen und dem Samoanischen, was eine genaue Klassifikation schwierig macht, aber die Sprache wird häufig mit dem Fidschi zu einer Sprachfamilie gruppiert. Die Sprache benutzt, im Gegensatz zu den benachbarten Sprachen, die Satzstellung SVO.

## Phonologie
|          | Labial | Koronal | Postalveolar | Velar | Glottal |
| -------- | ------ | ------- | ------------ | ----- | ------- |
| Nasal    | m      | n       |              | ŋ     |         |
| Stopp    | p      | t       | tʃ           | k     | ʔ       |
| Frikativ | f v    | s       |              |       | h       |
| Liquida  |        | r l     |              |       |         |

## Alphabet
- a – /a/

- ȧ or ä – /a/
- ạ – /ɔ/

- e – /e/
- f – /f/
- g – /ŋ/
- h – /h/
- i – /i/
- j – /tʃ/
- k – /k/
- l – /l/
- m – /m/
- n – /n/
- o – /ɔ/

- ö – /ø/

- p – /p/
- s – /s/
- t – /t/
- u – /u/

- ü – /y/

- v – /v/
- ʻ– /ʔ/ (Knacklaut)

## Beispiele
| Deutsch   | Rotuman  |
| --------- | -------- |
| links     | sema     |
| rechts    | ʻatmại   |
| gehen     | laʻo     |
| schwimmen | rạpi     |
| dreckig   | pearpera |
| Schulter  | uma      |